# Illegale pers

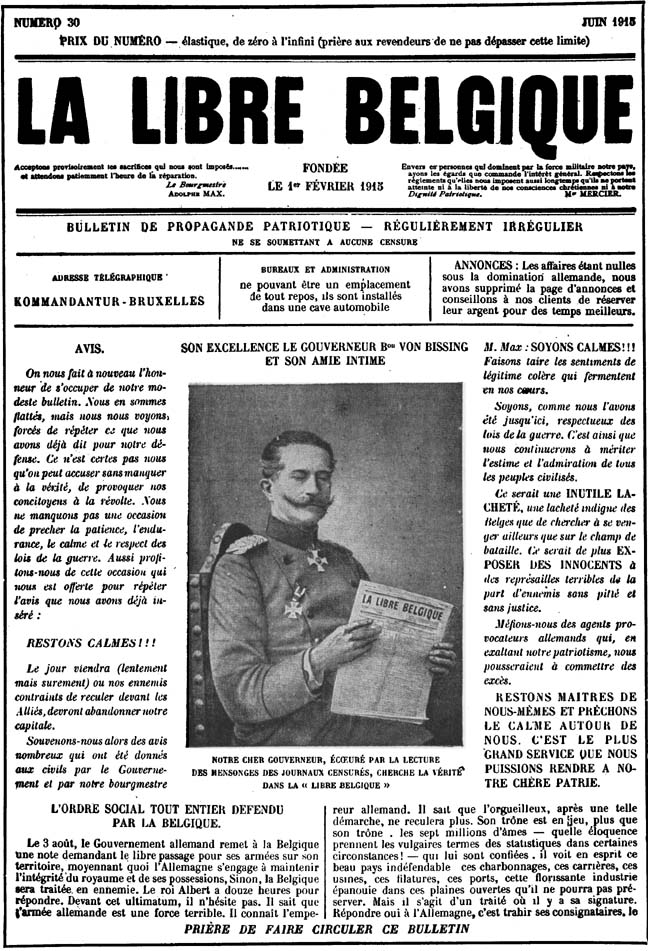
Moritz von Bissing met La Libre Belgique (juni 1915)

De termen illegale pers, sluikpers, clandestiene pers, ondergrondse pers of verzetsblad verwijzen naar publicaties en tijdschriften die geproduceerd zijn zonder officiële goedkeuring, illegaal zijn of tegen de wensen van een dominante (overheid, religie of instelling) groep ingaan. In recente (na de Tweede Wereldoorlog) Aziatische, Amerikaanse en West-Europese context wordt de term voornamelijk gebruikt voor onafhankelijk gepubliceerde en gedistribueerde ondergrondse publicaties geassocieerd met de tegencultuur van de late jaren zestig en vroege jaren zeventig in India en Bangladesh in Azië, in de Verenigde Staten en Canada in Noord-Amerika, en het Verenigd Koninkrijk en andere westerse landen. Het kan ook verwijzen naar publicaties die onafhankelijk geproduceerd worden in repressieve regimes. In door Nazi-Duitsland bezet Europa bijvoorbeeld waren er vele ondergrondse publicaties, meestal geassocieerd met de verschillende verzetsbewegingen. Andere prominente voorbeelden zijn de Samizdat en bibuła, die opereerden in respectievelijk de Sovjet-Unie en Polen gedurende de Koude Oorlog.

## België

### Eerste Wereldoorlog
Gedurende de Duitse bezetting tijdens de Eerste Wereldoorlog ontstonden verschillende ondergrondse publicaties die optraden als spreekbuis van het bezette land. De bekendste en meest verspreide van deze publicaties was La Libre Belgique, dat vandaag nog steeds bestaat, zij het niet langer als sluikpers. Andere publicaties zoals L’Âme belge, La Revue de la Presse, De Vrije Stem en De Vlaamsche Leeuw slaagden er ook in op regelmatige basis te publiceren maar hadden een minder groot distributiebereik.

### Tweede Wereldoorlog
De sluikpers tijdens de Tweede Wereldoorlog valt op te delen in conservatieve en socialistisch/communistische publicaties. Met aan conservatieve kant publicaties zoals La Libre Belgique, La Voix des Belges, De Vrijschutter, Steeds Vereenigd-Unis Toujours en La Vérité, en aan socialistisch/communistische kant Le Peuple en De Rode Vaan-Le Drapeau Rouge. Sommige publicaties pleitten voor directe actie tegen de bezetter en het zonder meedogen vervolgen van collaborateurs, anderen bepleitten minder directe vormen van verzet zoals hulp bieden aan illegalen en het verzamelen en doorspelen van informatie, en rekenden op de Belgische justitie om na de oorlog met collaborateurs af te rekenen. Ongeveer een kwart van de Belgische clandestiene pers was in het Nederlands geschreven.

## Nederland
Nederland was tijdens de Eerste Wereldoorlog neutraal, dus alle bladen konden blijven verschijnen.
Tijdens de Tweede Wereldoorlog hebben in Nederland zo'n 1300 illegale bladen bestaan. De bekendste zijn: Het Parool, Vrij Nederland, en het van Vrij Nederland afgesplitste Trouw. Alle drie zijn na de oorlog blijven verschijnen. Ook De Waarheid bleef na de oorlog verschijnen, tot de krant in 1990 werd opgeheven. Van de grote illegale bladen was Je Maintiendrai het enige dat niet was verbonden aan een van de traditionele zuilen in Nederland. Het ging na de oorlog op in Vrij Nederland.